# Mordellistenula perrisi
Mordellistenula perrisi är en skalbaggsart som först beskrevs av Étienne Mulsant 1856.  Mordellistenula perrisi ingår i släktet Mordellistenula, och familjen tornbaggar. Arten är reproducerande i Sverige.